# Pfarrkirche Kirchbichl

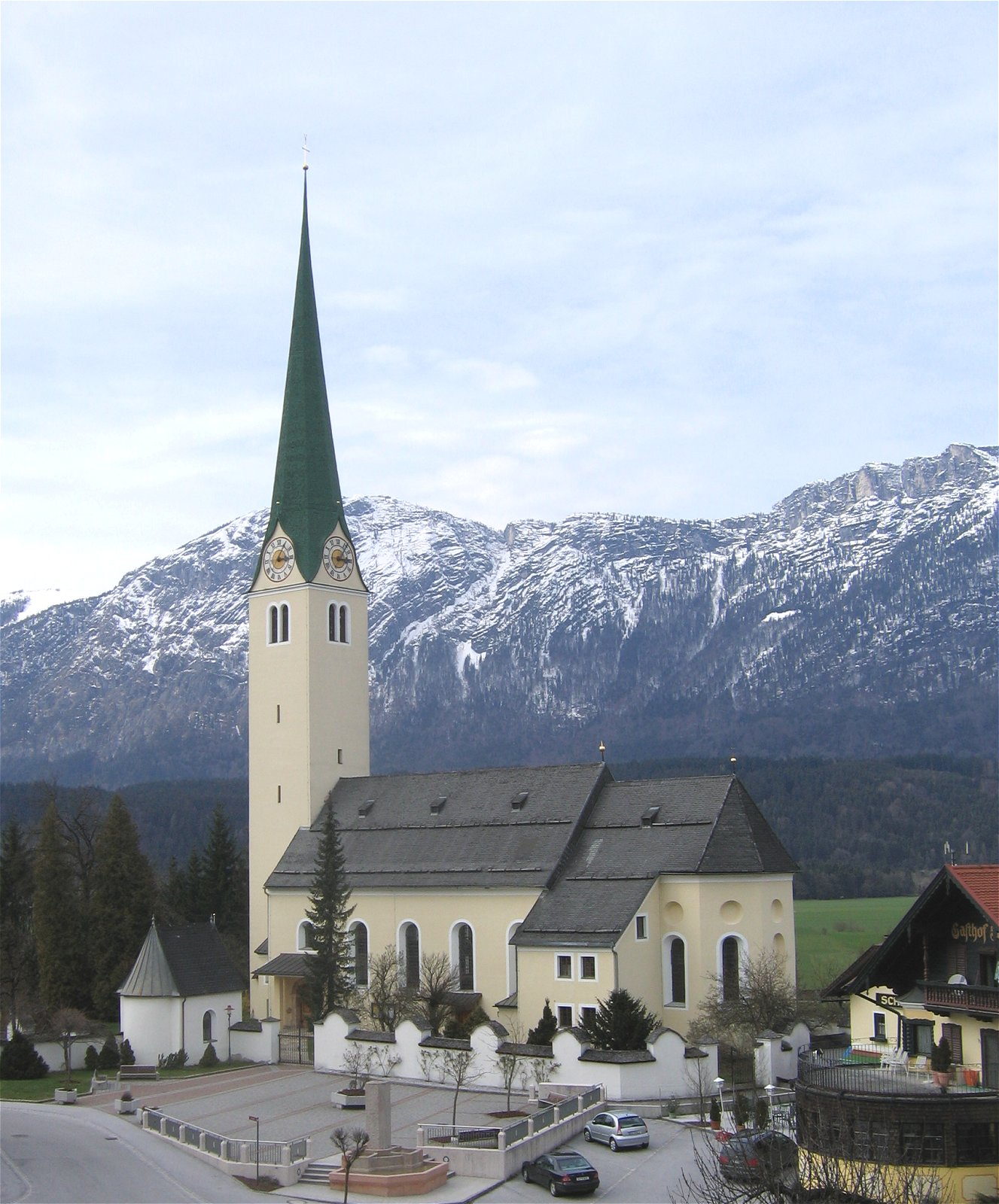
Kath. Pfarrkirche Unsere liebe Frau in Kirchbichl

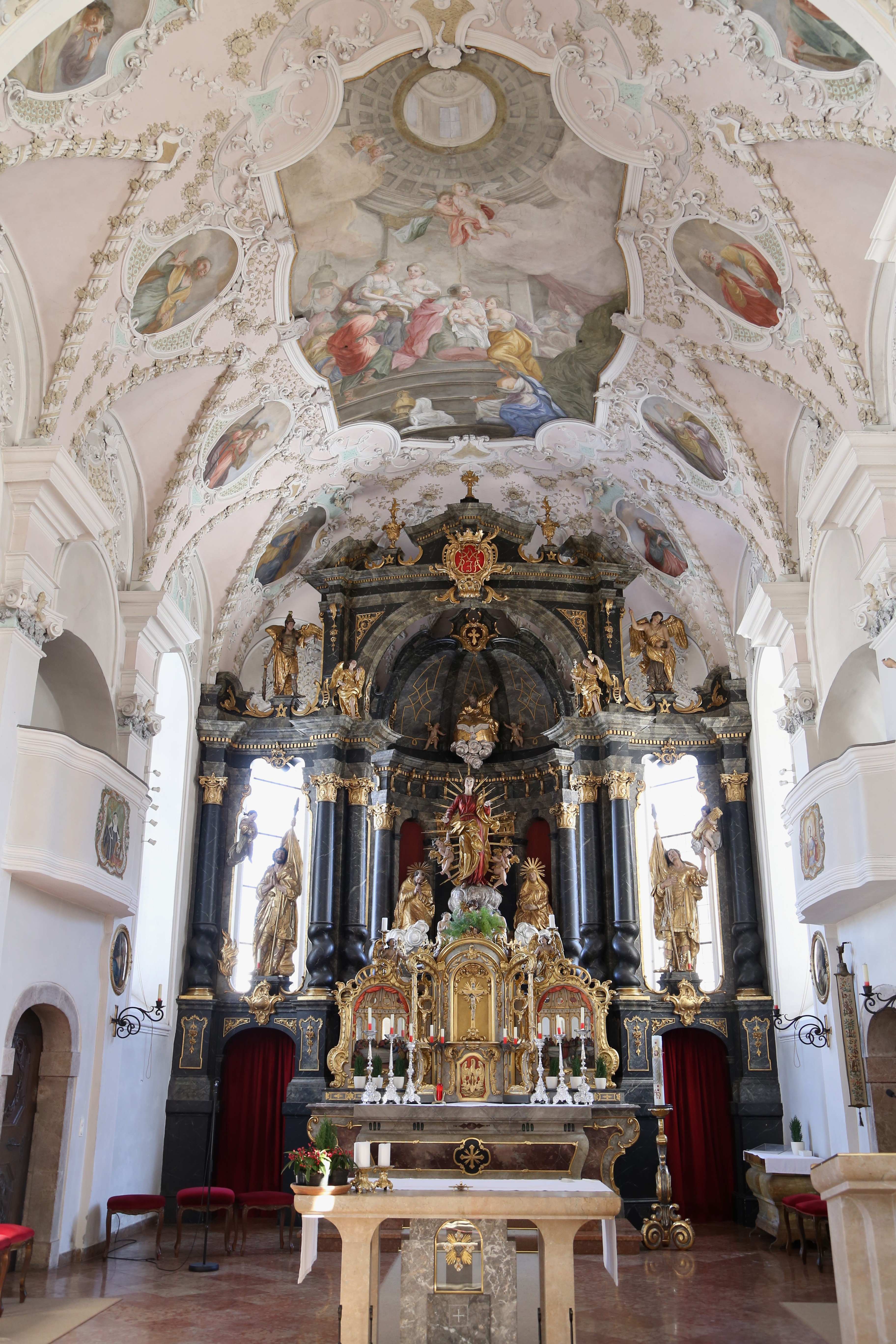
Hochaltar und Chorgewölbe

Die römisch-katholische Pfarrkirche Kirchbichl steht in der Gemeinde Kirchbichl im Bezirk Kufstein im Bundesland Tirol. Die Mariä Himmelfahrt geweihte Kirche gehört zum Dekanat Kufstein in der Erzdiözese Salzburg. Die Kirche steht unter Denkmalschutz.

## Geschichte
Urkundlich wurde 788 eine Pfarre in Bichlwang genannt. 1217 wurde Kirchbichl genannt. Der gotische Kirchenbau wurde von 1733 bis 1735 nach Plänen des Baumeisters Jakob Singer stark verändert und barockisiert. Die Kirche wird von der ehemaligen Friedhofsmauer mit Kreuzwegnischen umgeben.

## Architektur
Der eingezogene polygonale Chor hat seitlich zweigeschoßige Anbauten. Dem fünfjochige Langhaus mit rundbogigen Fenstern hat in der südlichen Langhausseite zwei marmorne korbbogige Portal mit Kämpfern, ein Portal mit einem Volutenkeilstein. Der mächtige Westturm – dem Langhaus vorgestellt – hat beim Glockengeschoß rundbogige Zwillingsfenster und trägt einen Spitzhelm mit geschwungenen Giebeln.

## Ausstattung
Den Hochaltar baute 1739 Johann Georg Lengerer in der Höhe und Breite des Chores. Die lebensgroße Madonna schuf Rupert Reindl 1956. Neben ihr knien die hll. Dominikus und Katharina von Siena, darüber befinden sich Gottvater, die Erzengel Michael, Raphael und zwei weitere Engel. Die beiden großen seitlichen Statuen zeigen die hll. Florian und Sebastian.
Der linke Seitenaltar zeigt ein Bild der mystischen Vermählung der hl. Katharina von Alexandrien, das von Statuen der hll. Isidor und Notburga flankiert wird. Das Aufsatzbild stellt die hl. Elisabeth von Thüringen dar.
Das Bild des rechten Seitenaltars zeigt die Enthauptung Jakobus des Älteren, das Aufsatzbild den hl. Leopold. Die Statuen stellen die hll. Sixtus II. und Myra dar. Die beiden Seitenaltarbilder wurden Ende des 19. Jahrhunderts von Johann Ertl gemalt.
Die Stuckaturen an den Kapitellen und als Fensterbekrönung und der Laub-Bandlwerk-Stuck im Gewölbe wurde um 1735 von Hans Singer geschaffen. Die 1784 von Matthias Ruef geschaffenen Deckenmalereien zeigen im Chor Mariä Geburt, im Langhaus in einem deckenfüllenden Medaillon die Krönung Mariens. In seitlichen Medaillons sind die Apostel und vier Kirchenväter dargestellt.
Das Orgelgehäuse ist neobarock. Die vier Glocken goss Kurt Bühl in Bad Häring.